# Lenore (poema de 1773)

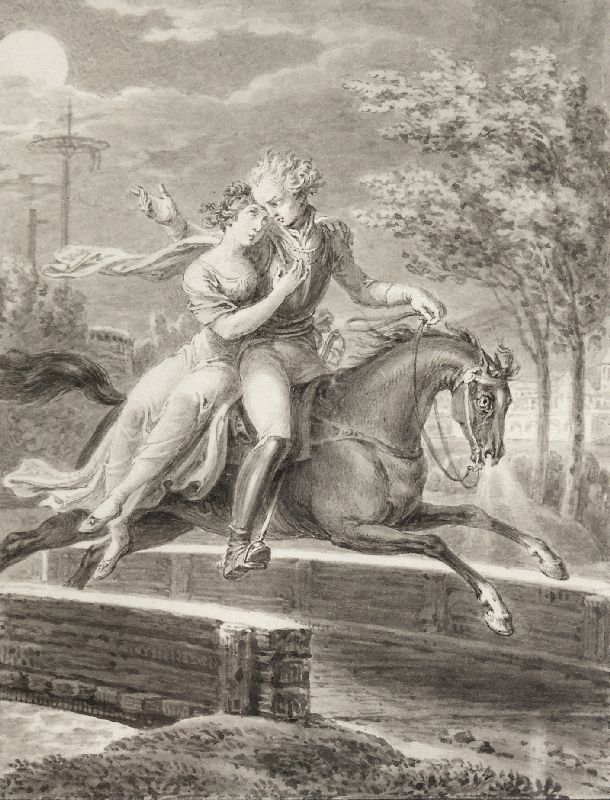
Lenore y Wilhelm cabalgando, grabado de Johann David Schubert (1761 - 1822).

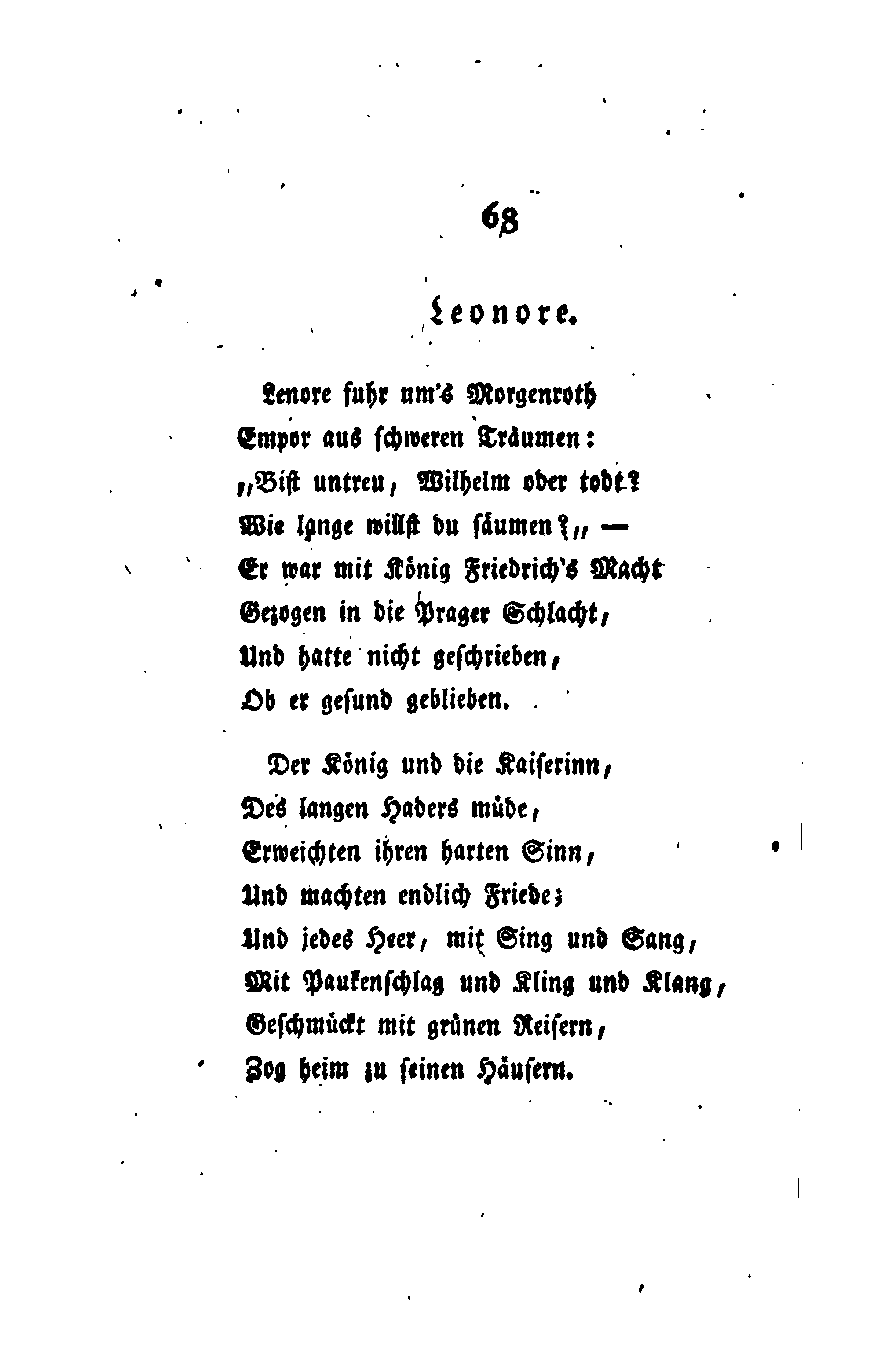
Edición de 1817.

Lenore (a veces traducido como Leonore o Leonora) es un poema del autor alemán Gottfried August Bürger (1747 – 1794), escrito en 1773, encuadrada en el género de las baladas góticas del siglo XVIII. Aunque el espectro que vuelve de la tumba no es exactamente un vampiro, la importancia del poema en la temática vampírica es innegable.
El verso Laβ ruhn die Toten (Deja a los muertos en paz) y el poema inspiraría un cuento (1823) con ese título de Ernst Shlomo Raupach.
Es particularmente famoso el verso Die Todten reiten schnell (Los muertos cabalgan deprisa), que Bram Stoker cita en los primeros capítulos de su novela Drácula (1897).

## Sinopsis
Una joven llamada Lenore, impaciente por el regreso de su prometido Wilhelm (traducido como William o Guillermo), un caballero que ha partido a la Guerra de los Siete Años, reniega de Dios. A medianoche, un misterioso extraño que se parece a Wilhelm acude en busca de Lenore, y le pide que lo acompañe a caballo hasta el lecho nupcial. Lenore se sube al caballo del extraño y ambos cabalgan a ritmo frenético a lo largo de un trayecto fúnebre recorrido por los muertos. Finalmente el viaje termina en un cementerio, donde el caballero se revela como un espectro y los muertos del cementerio se apoderan de la joven, castigándola por haber renegado de Dios.

## Influencias
En un documental franco-austriaco del año 2007 La princesa vampiro se dice que el poema podría haber sido inspirado a partir de la figura histórica de Leonor von Schwarzenberg.
La escritora Mariana Enríquez parafrasea el verso Die Todten reiten schnell (Los muertos cabalgan deprisa) en una frase de su libro Nuestra parte de noche, publicado en el año 2019 por Editorial Anagrama. La frase dice lo siguiente: Su padre le había hablado de los muertos que venían con el viento. The dead travel fast.

Al principio de la novela, el narrador se explaya sobre el origen de la cita:
«Los muertos viajan deprisa.» Eso le decía un personaje, un compañero de viaje, a Jonathan Harker, que iba a la casa del Conde. Había buscado el libro en inglés en la biblioteca de su papá, que dibujaba, distraído, en uno de sus cuadernos. La había encontrado enseguida, y en inglés era «for the dead travel fast». El libro en inglés decía, además, que la frase estaba traducida del alemán y que era de un poema que se llamaba «Lenore». Le preguntó a su padre si lo tenía –su padre tenía muchos libros de poesía– y él, sin dejar de dibujar o escribir, sin mirarlo, le dijo que no. «¿Es verdad?», le había preguntado. «¿Es verdad que los muertos viajan rápido?». 